# 도벨레구

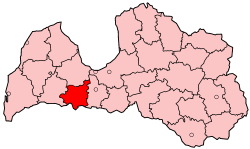
도벨레 구의 위치

도벨레구(라트비아어: Dobeles rajons)는 라트비아 남부에 있던 구로 행정 중심지는 도벨레이며 면적은 1,632km2, 인구는 38,066명(2005년 기준), 인구 밀도는 23명/km2이다. 2개 시와 21개 교구를 관할했으며 2009년에 실시된 행정 구역 개편에 따라 폐지되었다. 살두스 구와 투쿰스 구, 예캅필스 구와 인접해 있었으며 리투아니아와 국경을 접하고 있었다.